# Wspólnota administracyjna Singen (Hohentwiel)
Wspólnota administracyjna Singen (Hohentwiel) – wspólnota administracyjna (niem. Vereinbarte Verwaltungsgemeinschaft) w Niemczech, w kraju związkowym Badenia-Wirtembergia, w rejencji Fryburg, w regionie Hochrhein-Bodensee, w powiecie Konstancja. Siedziba wspólnoty znajduje się w Singen (Hohentwiel).
Wspólnota administracyjna zrzesza jedno miasto i trzy gminy:
- Rielasingen-Worblingen, 11 881 mieszkańców, 18,57 km²
- Singen (Hohentwiel), miasto, 45 826 mieszkańców, 61,75 km²
- Steißlingen, 4 608 mieszkańców, 24,32 km²
- Volkertshausen, 2 948 mieszkańców, 5,15 km²